# Taylorville
Taylorville is een plaats (city) in de Amerikaanse staat Illinois, en valt bestuurlijk gezien onder Christian County.

## Demografie
Bij de volkstelling in 2000 werd het aantal inwoners vastgesteld op 11.427. In 2006 is het aantal inwoners door het United States Census Bureau geschat op 11.194, een daling van 233 (-2,0%).

## Geografie
Volgens het United States Census Bureau beslaat de plaats een oppervlakte van 26,0 km², waarvan 20,9 km² land en 5,1 km² water. Taylorville ligt op ongeveer 183 m boven zeeniveau.

## Geboren
- Edward Mills Purcell (1912-1997), natuurkundige en Nobelprijswinnaar (1952)
- Marjorie Schick (1941-2017), sieraadontwerper, beeldhouwer, performancekunstenaar en docent

## Plaatsen in de nabije omgeving
De onderstaande figuur toont nabijgelegen plaatsen in een straal van 16 km rond Taylorville.